# C. A. R. Hoare
Sir Charles Antony Richard Hoare FRS FREng (nascut l'11 de gener de 1934), conegut normalment com a Tony Hoare o C. A. R. Hoare, és un informàtic britànic. Va desenvolupar l'algorisme d'ordenació quicksort els anys 1959/1960. També va desenvolupar la lògica de Hoare per verificar la correctesa dels programes, i el llenguatge formal "processos comunicants seqüencials" (CSP) per especificar les interaccions de processos concurrents (inclòs el problema del sopar de filòsofs) i va inspirar el llenguatge de programació occam.

## Biografia
Va néixer a Colombo, Ceilan (ara Sri Lanka) de pares britànics. El seu pare era funcionari colonial i la seva mare era filla de l'amo d'una plantació de te. Hoare es va educar a Anglaterra en internats d'Oxford (Dragon School) i Canterbury (King's School). Després va estudiar Clàssiques i Filosofia ("Greats") al Merton College, de la Universitat d'Oxford. Quan es va llicenciar, el 1956 va fer el servei militar de 18 mesos a la Royal Navy, on va aprendre rus. Va tornar a la Universitat d'Oxford el 1958 per estudiar un postgraduat en Estadística, i allà va començar a programar ordinadors, aprenent Autocode. Després va anar a la Universitat Estatal de Moscou com a estudiant d'intercanvi del British Council, on va estudiar traducció automàtica amb Andrey Kolmogorov.
El 1960, va tornar de la Unió Soviètica i va començar a treballar a Elliott Brothers, Ltd, una petita empresa de fabricació d'ordinadors, on va implementar ALGOL 60 i va començar a desenvolupar algorismes importants. El 1968, va passar a treballar de professor d'Informàtica a la Queen's University de Belfast, i el 1977 va tornar a Oxford com a professor d'Informàtica per liderar el grup de recerca en programació al laboratori de computació d'Oxford (avui en dia, departament d'Informàtica de la Universitat). Ara n'és professor emèrit, i també és investigador principal a Microsoft Research de Cambridge, Anglaterra.
La feina més significativa de Hoare ha estat en les següents branques: els seus algorismes d'ordenació i selecció (Quicksort i Quickselect), la lògica de Hoare, el llenguatge formal processos comunicants seqüencials (CSP), que s'utilitza per especificar les interaccions entre processos concurrents, l'estructuració dels sistemes operatius utilitzant el concepte de monitor, i l'especificació axiomàtica dels llenguatges de programació.
El 1982, fou escollit Fellow of the Royal Society. El 2005, també fou escollit Fellow (FREng) de la Royal Academy of Engineering.